# Rubén Correa
Rubén Correa (25 de julho de 1941) é um ex-futebolista peruano. Ele competiu na Copa do Mundo de 1970, sediada no México, na qual a seleção de seu país terminou na sétima colocação dentre os 16 participantes.